# Pistolet d'arçon

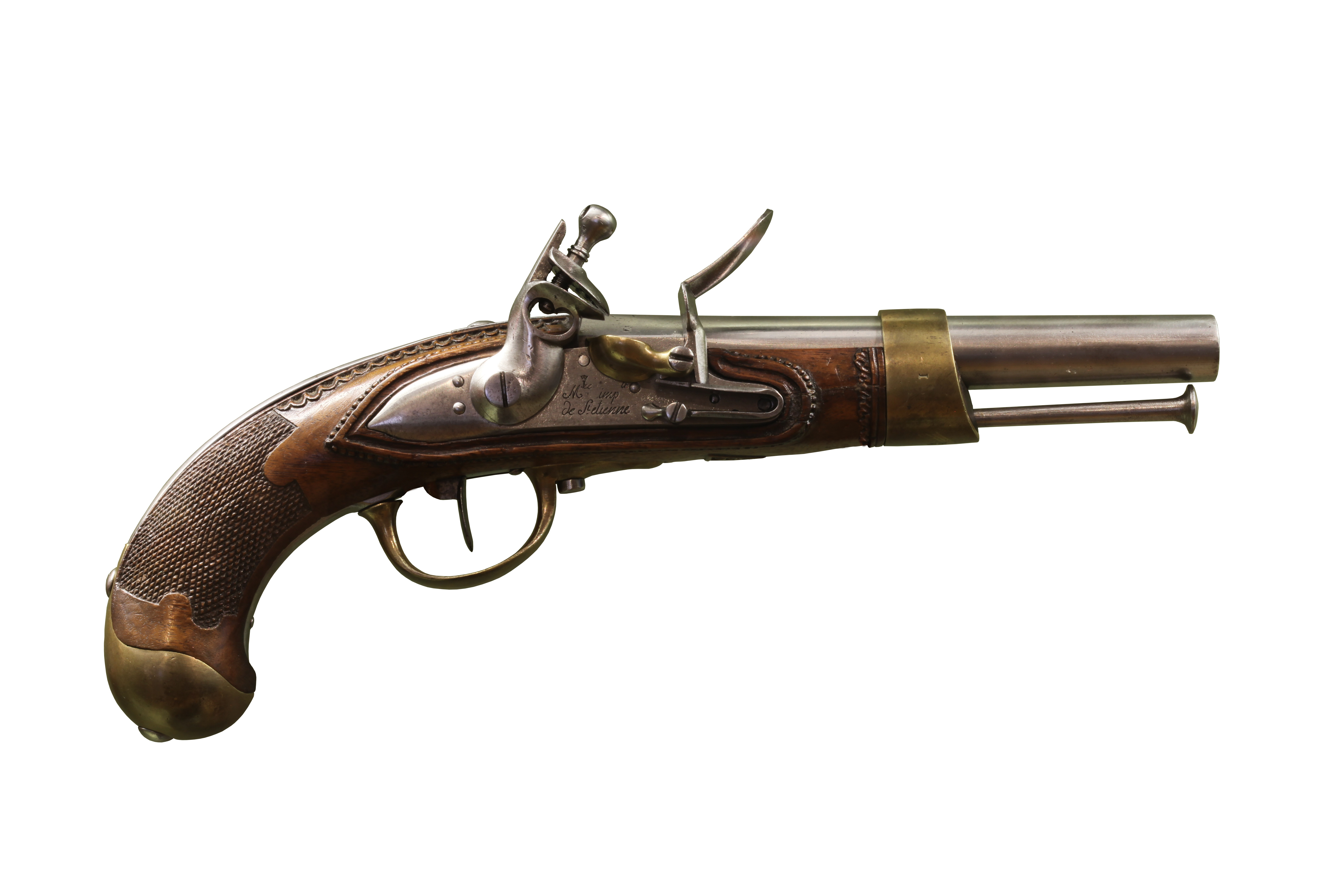
Pistolet de cavalerie modèle An XIII, musée militaire de Morges.

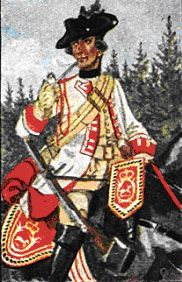
Un dragon de l'électorat de Hanovre durant la guerre de Sept Ans : il porte un pistolet d'arçon devant lui.

Le pistolet d'arçon est une arme à feu de poing à l'usage des cavaliers. Son nom vient du fait qu'il était rangé dans un support fixé à l'arçon de la selle et non sur le cavalier lui-même. 
Ce type d'arme a été créé par Sébastien de Corbion, seigneur de Corbion, vers 1515-1520, et dont il aurait fait usage lors de la bataille de Marignan. Il apparaît en Europe au cours du XVIIe siècle. C'est une arme à un coup utilisée généralement par paire et destinée au combat rapproché. Son chargement se fait par le canon.
Les pistolets étaient rangés dans deux étuis ou fontes fixés par crochet de chaque côté du pommeau, à l'avant de la selle, et donc faciles à dégager et utiliser lors du combat. L'ouverture de chaque fonte était souvent protégée par un couvercle emboitant. Ces fontes (étui et couvercle) étaient en cuir. Par contre le bas de l'étui était en laiton pour résister à l'usure liée au frottement.